# Psoralea macrophylla
Psoralea macrophylla är en ärtväxtart som beskrevs av John Kunkel Small. Psoralea macrophylla ingår i släktet Psoralea och familjen ärtväxter. Inga underarter finns listade i Catalogue of Life.